# Medaliści mistrzostw Polski seniorów w biegu na 200 metrów przez płotki
Medaliści mistrzostw Polski seniorów w biegu na 200 metrów przez płotki – zdobywcy medali seniorskich mistrzostw Polski w konkurencji biegu na 200 metrów przez płotki.
Bieg na 200 m przez płotki był rozgrywany na mistrzostwach kraju od 1953 do 1963 oraz w 1966. Pierwszym w historii mistrzem Polski został zawodnik Ogniwa Warszawa Zbigniew Makomaski, który uzyskał wynik 25,5
Najwięcej razy – trzy – złoto mistrzostw Polski w tej konkurencji zdobywał Janusz Kotliński.
Rekord mistrzostw Polski seniorów w biegu na 200 metrów przez płotki wynosi 23,6 – rezultat ten osiągnął w 1962 Edward Bugała oraz w 1966 Tadeusz Jaworski.

## Medaliści
| Mistrzostwa    | 1. miejsce                           | Rezultat | 2. miejsce                           | Rezultat | 3. miejsce                         | Rezultat |
| Warszawa 1953  | Zbigniew Makomaski Ogniwo Warszawa   | 25,5     | Edward Bugała OWKS Wrocław           | 25,5     | Włodzimierz Puzio Gwardia Kraków   | 26,1     |
| Warszawa 1954  | Edward Bugała Kolejarz Wrocław       | 25,3     | Jerzy Minkowski CWKS Warszawa        | 25,7     | Marian Plewa CWKS Kraków           | 26,1     |
| Łódź 1955      | Janusz Kotliński Start Lublin        | 24,4     | Marian Plewa Kolejarz Kraków         | 24,7     | Bogusław Turek CWKS Warszawa       | 25,1     |
| Zabrze 1956    | Janusz Kotliński Start Lublin        | 24,5     | Wiesław Król Budowlani Chorzów       | 24,6     | Kazimierz Janiak Start Warszawa    | 24,8     |
| Poznań 1957    | Tadeusz Niemczyk Polonia Bydgoszcz   | 25,0     | Lesław Matczuk Zawisza Bydgoszcz     | 25,8     | Andrzej Kroemeke AKS Chorzów       | 26,1     |
| Bydgoszcz 1958 | Janusz Kotliński Start Lublin        | 23,9     | Edward Bugała Start Katowice         | 24,0     | Zdobysław Stradowski Wisła Kraków  | 24,4     |
| Gdańsk 1959    | Roman Muzyk Wisła Kraków             | 24,0     | Zdzisław Kumiszcze Start Katowice    | 24,2     | Bogusław Turek Legia Warszawa      | 24,7     |
| Olsztyn 1960   | Zdzisław Kumiszcze Zawisza Bydgoszcz | 23,7     | Roman Muzyk Wisław Kraków            | 23,8     | Tadeusz Niemczyk Zawisza Bydgoszcz | 24,4     |
| Nowa Huta 1961 | Zdzisław Kumiszcze Zawisza Bydgoszcz | 23,7     | Roman Muzyk Wisła Kraków             | 23,8     | Andrzej Makowski Gwardia Warszawa  | 23,9     |
| Warszawa 1962  | Edward Bugała Start Katowice         | 23,6     | Zdzisław Kumiszcze Zawisza Bydgoszcz | 23,9     | Andrzej Makowski Gwardia Warszawa  | 24,0     |
| Bydgoszcz 1963 | Bogusław Gierajewski AZS Warszawa    | 24,0     | Andrzej Makowski Gwardia Warszawa    | 24,3     | Sławomir Majewski AZS Warszawa     | 24,5     |
| 1964-1965      | nie rozgrywano                       |          |                                      |          |                                    |          |
| Poznań 1966    | Tadeusz Jaworski Energetyk Poznań    | 23,6     | Marian Chruściel Hutnik Nowa Huta    | 24,0     | Edward Wysocki Lotnik Warszawa     | 24,1     |

## Klasyfikacja medalowa
W historii mistrzostw Polski seniorów na podium tej imprezy stanęło w sumie 21 płotkarzy. Najwięcej medali – po 4 – wywalczyli Edward Bugała i Zdzisław Kumiszcze, a najwięcej złotych (3) Janusz Kotliński.
| Lp. | Zawodnik             | Złoto | Srebro | Brąz | Razem |
| 1.  | Janusz Kotliński     | 3     | 0      | 0    | 3     |
| 2.  | Edward Bugała        | 2     | 2      | 0    | 4     |
| 2.  | Zdzisław Kumiszcze   | 2     | 2      | 0    | 4     |
| 4.  | Roman Muzyk          | 1     | 2      | 0    | 3     |
| 5.  | Tadeusz Niemczyk     | 1     | 0      | 1    | 2     |
| 6.  | Bogusław Gierajewski | 1     | 0      | 0    | 1     |
| 6.  | Tadeusz Jaworski     | 1     | 0      | 0    | 1     |
| 6.  | Zbigniew Makomaski   | 1     | 0      | 0    | 1     |
| 9.  | Andrzej Makowski     | 0     | 1      | 2    | 3     |
| 10. | Marian Plewa         | 0     | 1      | 1    | 2     |
| 11. | Marian Chruściel     | 0     | 1      | 0    | 1     |
| 11. | Wiesław Król         | 0     | 1      | 0    | 1     |
| 11. | Lesław Matczuk       | 0     | 1      | 0    | 1     |
| 11. | Jerzy Minkowski      | 0     | 1      | 0    | 1     |
| 15. | Bogusław Turek       | 0     | 0      | 2    | 2     |
| 16. | Kazimierz Janiak     | 0     | 0      | 1    | 1     |
| 16. | Andrzej Kroemeke     | 0     | 0      | 1    | 1     |
| 16. | Sławomir Majewski    | 0     | 0      | 1    | 1     |
| 16. | Włodzimierz Puzio    | 0     | 0      | 1    | 1     |
| 16. | Zdobysław Stradowski | 0     | 0      | 1    | 1     |
| 16. | Edward Wysocki       | 0     | 0      | 1    | 1     |